# ヨシュア (人名)
ヨシュア (Joshua) は、ユダヤ系の男性名である。元はヘブライ語の「ヤハウェは救い」を意味するイェホーシューア (יְהוֹשֻׁעַ, Yehoshuʿa) で、これが日本語に転記される際に転訛した物である。このため、この系統の名をヨシュアと発音する主要な現代語はないが、日本語では、聖書に登場する名を表すのに使われている。聖書には複数人登場するが、当時のユダヤ人（ヘブライ人）の間ではありふれた一般的な名前だった。
英語ではジョシュア (Joshua)、スペイン語ではホスエ (Josué)またはヘスス（Jesús）、ポルトガル語ではジョズエ (Josué)、ドイツ語・オランダ語ではヨ(ー)ズア (独: Josua・蘭: Jozua)、フランス語ではジョジュエ (Josué)、ギリシャ語ではイエースースまたはイエス（Ίησοῦς）、ラテン語ではイエースース（Iesus）、アラビア語ではイーサー (عيسى、日本語ではイッサ とも）など。

## 旧約聖書
旧約聖書のヨシュア
- ヨシュア - 「民数記」や「ヨシュア記」に登場する古代ヘブライ人の指導者。
  - ヨシュア記 - 上記の人物に由来する旧約聖書の一書。
  - ヨシュア (ヘンデル) - ゲオルク・フリードリヒ・ヘンデルのオラトリオ。
- ヨシュア (祭司) - エルサレム神殿再建の時の大祭司。

## 新約聖書
新約聖書はギリシャ語（コイネー）で記述されたので、ヨシュアという名前の人物はギリシャ語形で Ίησοῦς（イエースース）と表記されているが、混乱を避けるため各言語への翻訳では旧約聖書のヨシュアを指す場合は「ヨシュア（Joshua）」、新約にのみ登場する人物は殆どの場合イエースースに由来する形で表記される（日本語：イエス、英語：Jesus等）。
- ナザレのイエス - キリスト教において神の子、キリストとされるユダヤ人。新約聖書でイエスという名の者が登場する場合、以下の例外3名を除いて殆どは彼を指す。イエス・キリストも参照。
- バラバ・イエス - 福音書にバラバと呼ばれたイエスとして登場するユダヤ人の囚人。写本によっては単にバラバとも表記される。犯罪者として捕えられているナザレのイエスとバラバ・イエスのどちらを恩赦で解放するか、ポンティウス・ピラトゥスがユダヤの民衆に選ばせたところ、民衆はバラバ・イエスを開放させたため、ナザレのイエスは十字架につけられた（キリストの磔刑）。
- ユストと呼ばれるイエス（英語版） - 1世紀の初期キリスト教徒のユダヤ人。コロサイの信徒への手紙中でパウロの同伴者「ユストとも呼ばれるイエス」として記述されている。ナザレのイエスとは師と信徒の関係にあたるが、彼が聖書中で登場するのはナザレのイエスの復活昇天よりずっと後であり、公活動中（生前）のナザレのイエスを知っているかどうかの記述はない。
- バルイエス（英語版） - 使徒言行録に登場する魔術師。エリマ。